# پیرو گروس
پیرو گروس (ایتالیایی: Piero Gros؛ زادهٔ ۳۰ اکتبر ۱۹۵۴) اسکی‌باز آلپاین اهل ایتالیا بود.
وی در مسابقات کشوری و بین‌المللی در مجموع برندهٔ ۱ مدال طلا، ۱ مدال نقره، ۱ مدال برنز شده‌است.